# 海北友松

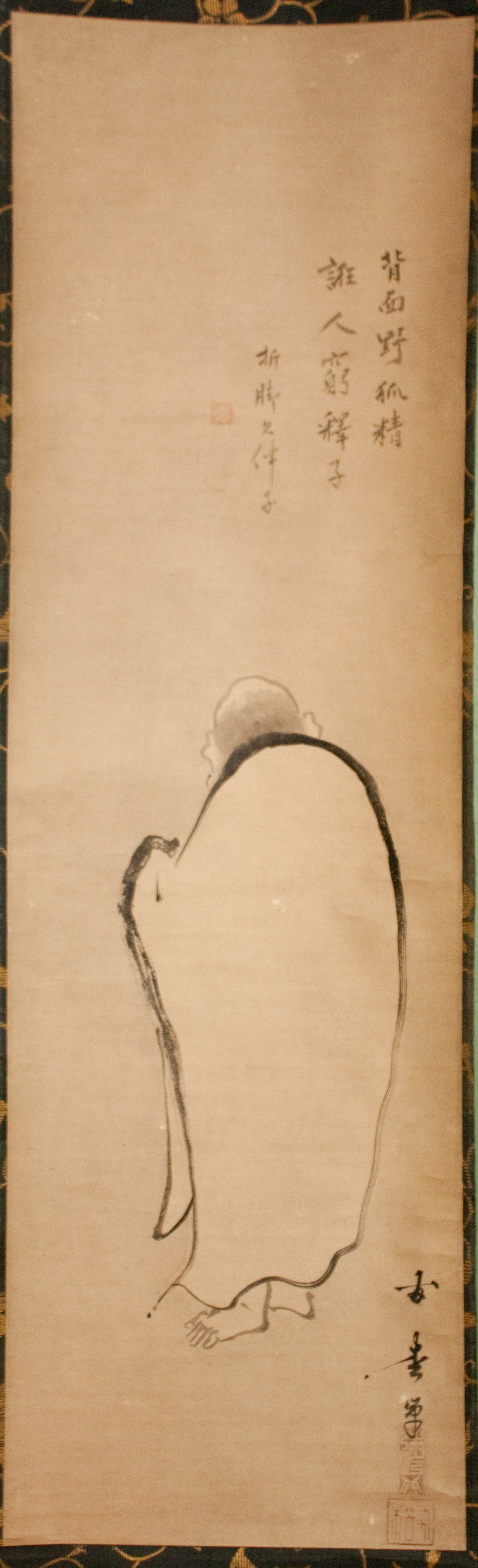
海北友松

海北 友松（かいほう ゆうしょう、天文2年（1533年） - 慶長20年6月2日（1615年6月27日））は、安土桃山時代から江戸時代初期にかけての絵師。海北派の始祖。姓は源氏、友松は字。近江（現在の滋賀県）の湖北地区に生まれる。名ははじめ「友徳」。「紹益」とも。「如切斎」「有景斎」などと号した。子に同じく絵師の海北友雪。

## 伝記
浅井氏家臣・海北綱親の五男として生まれる（三男説もあり）。天文4年（1535年）2歳で父が戦死したのを切っ掛けに禅門に入り、京の東福寺で喝食として修行。このときに狩野派を学んだとされる。師匠は狩野元信とも狩野永徳ともいわれているがはっきりしない。天正元年（1573年）に浅井氏が滅亡し兄達も討ち死にしたのち、還俗し海北家の再興をめざしたが、豊臣秀吉に画才を認められたことから武門を去り、晩年は画業に専念した。
その画は宋元画、特に梁楷の影響を受け鋭く力のこもった描線と省略の多い画法（減筆法）によって独自の画境を開いた。作品は大画面の水墨画が多いが、金碧濃彩の屏風絵もある。八条宮智仁親王や亀井茲矩、もともと東福寺の退耕庵主だった安国寺恵瓊と親しかった。また、交流のあった斎藤利三（明智光秀の重臣）は本能寺の変後､三条粟田口で磔刑となった｡この利三の遺骸は友人である友松や東陽坊長盛が夜間に奪い取り、長盛が住職をつとめる真如堂へ葬られた。後に息子の友雪は、利三の娘である春日局から褒賞を受けている。
墓所は京都府京都市左京区浄土寺真如町の真正極楽寺（真如堂）。友松夫妻の墓の横に斎藤利三の墓がある。
友松の作品は年記が乏しいため編年が困難である。ただし、署名の特に「友」字の変化と「友松」印の違いが僅かな手がかりとなる。はじめ「友」字が角張っていたのが次第に丸みを帯び、やがて第1画が直立し上へ長く突き出すと同時に、第3,4画も小さな円状になっていく。また「友松」朱文方印は、真四角な印と右辺が弧を描いて外側に張り出す印の2種類あり、前者のほうが先に使用されたと推測される。

## 代表作
- 建仁寺本坊大方丈障壁画  重要文化財 京都国立博物館寄託
全50面。内訳は、依鉢の間「琴棋書画図」10面、檀那の間「山水図」8面、室中「竹林七賢図」16面、書院の間「花鳥図」10面（内2面消失）、礼の間「雲龍図」8面。慶長4年（1599年）安国寺恵瓊が、前身の安国寺方丈を本坊方丈として移建する際、障壁画は新調し、その制作を任されたのが友松であった。堂々たる大作であり、制作年がはっきりとした基準作としても貴重である。昭和9年（1934年）の第一室戸台風で大方丈が倒壊したことから、現在の大型の掛け軸に改装された。

| 花卉図（妙心寺） |  | 楼閣山水図（MOA美術館） |
| 花卉図（妙心寺） |  | 楼閣山水図（MOA美術館） |

## 主な作品
| 作品名                     | 技法         | 形状・員数 | 寸法（縦x横cm）                           | 所有者                                 | 年代                | 落款・印章                            | 文化財指定           | 備考                             |
| -------------------------- | ------------ | ---------- | ----------------------------------------- | -------------------------------------- | ------------------- | ------------------------------------- | -------------------- | -------------------------------- |
| 菊慈童図屏風               | 紙本著色     | 六曲一隻   | 151.6x347.0                               | 蓮台寺 (倉敷市)                        |                     | 無し                                  | 岡山県指定重要文化財 |                                  |
| 山水図屏風                 | 紙本淡彩     | 八曲一双   | 140.0x349.8（各）                         | 個人                                   |                     |                                       |                      |                                  |
| 琴棋書画図                 | 紙本墨画     | 六曲一双   |                                           | フリーア美術館                         |                     |                                       |                      |                                  |
| 柏に猿図                   | 紙本淡彩     | 2幅        | 177.9x138.4                               | サンフランシスコ・アジア美術館         |                     |                                       |                      |                                  |
| 西王母・東王父図屏風       | 紙本著色     | 六曲一双   | 158.0x360.0（各）                         | 木之本地蔵院                           |                     |                                       | 滋賀県指定有形文化財 |                                  |
| 山水図襖                   | 紙本淡彩     | 襖8面      | 173.8x92.8（各）                          | 大中院（建仁寺塔頭）                   |                     |                                       |                      |                                  |
| 芦鷺図襖                   | 紙本         | 襖4面      |                                           | 大中院（建仁寺塔頭）                   |                     |                                       |                      |                                  |
| 花鳥図襖                   | 紙本著色     | 襖5面      | 167.7x92.5（各）                          | 霊洞院（建仁寺塔頭）                   |                     |                                       |                      |                                  |
| 唐人物図襖                 | 紙本墨画     | 襖4面      | 166.6x90.5（各）                          | 霊洞院（建仁寺塔頭）                   |                     |                                       |                      |                                  |
| 琴棋書画図屏風             | 紙本淡彩     | 六曲一双   | 156.0x357.0（各）                         | 霊洞院（建仁寺塔頭）京都国立博物館寄託 |                     |                                       | 重要文化財           |                                  |
| 観瀑図                     | 紙本墨画     | 2幅        | 104.7x50.3（各）                          | 霊洞院（建仁寺塔頭）                   |                     |                                       |                      |                                  |
| 雲龍図                     | 紙本墨画     | 1幅        | 105.3x50.7                                | 霊洞院（建仁寺塔頭）                   |                     |                                       |                      |                                  |
| 松竹梅図襖                 | 紙本墨画     | 襖12面     | 173.5x117.5（各）                         | 禅居庵（建仁寺塔頭）                   | 1597年（慶長2年）   |                                       | 重要文化財           |                                  |
| 山水図屏風                 | 紙本墨画     | 六曲一隻   | 155.0x361.0                               | 東京国立博物館                         | 1602年（慶長7年）   |                                       |                      | 八条宮智仁親王のために制作       |
| 飲中八仙図                 | 紙本墨画     | 六曲一隻   | 148.0x358.0                               | 京都国立博物館                         | 1602年（慶長7年）   |                                       | 重要文化財           | 亀井茲矩のために制作             |
| 楼閣山水図                 | 紙本墨画     | 六曲一双   | 155.0x356.5                               | MOA美術館                              |                     |                                       | 重要文化財           |                                  |
| 禅宗祖師押絵貼屏風         | 紙本墨画     | 六曲一隻   | 第1・6扇：110.6x51.8 第2～5扇：110.6x53.2 | 京都国立博物館                         |                     |                                       |                      |                                  |
| 南泉残猫図屏風             | 紙本墨画     | 二曲一隻   | 158.0x179.0                               | 妙光寺 (京都市)                        |                     |                                       |                      |                                  |
| 老松双鶴図屏風             | 紙本墨画     | 六曲一隻   | 150.8x351.2                               | 個人                                   |                     |                                       |                      |                                  |
| 野馬図屏風                 | 紙本墨画     | 六曲一双   | 152.9x355.6（各）                         | MIHO MUSEUM                            |                     |                                       |                      |                                  |
| 婦女琴棋書画図             | 紙本著色     | 六曲一双   | 154.0x358.6（各）                         | 東京国立博物館                         |                     |                                       | 重要文化財           |                                  |
| 鷹図                       | 紙本墨画     | 2幅        | 104.8x49.3（各）                          | 個人                                   |                     |                                       |                      |                                  |
| 放馬図屏風                 | 紙本墨画     | 六曲一双   | 155.4x347.8（各）                         | 松尾寺                                 |                     |                                       |                      |                                  |
| 牧牛図屏風                 | 紙本墨画     | 六曲一隻   | 152.8x356.0                               | 個人                                   |                     |                                       |                      |                                  |
| 群仙図屏風                 | 紙本墨画     | 六曲一隻   | 153.2x357.0                               | 個人                                   |                     |                                       |                      |                                  |
| 四季山水図                 | 紙本淡彩     | 八曲一双   | 112.0x367.8（各）                         | MOA美術館                              |                     |                                       | 重要文化財           |                                  |
| 檜図屏風                   | 紙本金地著色 | 六曲一隻   | 154.5x356.2                               | 滋賀県立琵琶湖文化館                   | 1602年（慶長7年）頃 | 款記「海北友松書之」/「友松」朱文方印 |                      |                                  |
| 浜松図屏風                 | 紙本金地著色 | 六曲一双   | 161.5x354.0（各）                         | 宮内庁 三の丸尚蔵館                    | 1605年（慶長10年）  |                                       |                      |                                  |
| 網干図屏風                 | 紙本金地著色 | 六曲一双   | 159.0x352.0（各）                         | 宮内庁 三の丸尚蔵館                    |                     |                                       |                      |                                  |
| 扇面貼付屏風               | 紙本金地著色 | 六曲一双   | 144.7x344.0（各）                         | 出光美術館                             |                     |                                       |                      |                                  |
| 花卉図屏風                 | 紙本金地著色 | 六曲一双   | 178.1x361.4（各）                         | 妙心寺（京都国立博物館寄託）           |                     |                                       | 重要文化財           |                                  |
| 寒山拾得・三酸図屏風       | 紙本金地著色 | 六曲一双   | 178.1x359.5（各）                         | 妙心寺                                 |                     |                                       | 重要文化財           |                                  |
| 琴棋書画図屏風             | 紙本金地著色 | 六曲一双   | 178.5x363.4（各）                         | 妙心寺(京都国立博物館寄託)             |                     |                                       | 重要文化財           |                                  |
| 雲龍図屏風                 | 紙本墨画     | 六曲一双   | 150.0x342.0                               | 北野天満宮                             |                     |                                       | 重要文化財           |                                  |
| 雲龍図                     | 紙本墨画     | 1幅        | 114.0x48.4                                | 個人                                   |                     |                                       |                      |                                  |
| 雲龍図屏風                 | 紙本墨画     | 六曲一隻   | 153.0x345.0                               | 勧修寺                                 |                     |                                       |                      |                                  |
| 人物・花鳥図押絵貼屏風     | 紙本墨画     | 六曲一双   | 107.2x53.1（各）                          | 個人                                   |                     |                                       |                      | 三章令彰など賛                   |
| 人物・花鳥図押絵貼屏風     |              | 六曲一双   |                                           | 大津市歴史博物館                       |                     |                                       |                      |                                  |
| 人物・花鳥図押絵貼屏風     |              | 六曲一双   |                                           | 中宮寺                                 |                     |                                       |                      |                                  |
| 禅宗祖師・散聖図押絵貼屏風 | 紙本墨画     | 六曲一双   | 109.0x51.2（各）                          | 個人                                   |                     |                                       |                      | 玉室宗珀など賛                   |
| 禅宗祖師・散聖図屏風       | 紙本墨画     | 六曲一双   | 107.7x51.7（各）                          | 静岡県立美術館                         | 1613年（慶長18年）  |                                       |                      | 鉄山宗純賛、山名豊国の求めによる |
| 禅宗祖師図                 |              | 3幅        |                                           | 恵林寺（信玄公宝物館保管）             |                     |                                       |                      | 玉室宗珀など賛                   |
| 楼閣山水図屏風             |              | 六曲一双   |                                           | サンフランシスコ・アジア美術館         |                     |                                       |                      |                                  |
| 山水図屏風                 |              | 六曲一双   |                                           | セントルイス美術館                     |                     |                                       |                      |                                  |
| 松に春・竹に朝顔図屏風     |              | 六曲一双   |                                           | クリーブランド美術館                   |                     |                                       |                      |                                  |
| 月下渓流図屏風             | 紙本墨画淡彩 | 六曲一双   | 169.0x353.0（各）                         | ネルソン・アトキンス美術館             |                     |                                       |                      |                                  |

| 月下渓流図（ネルソン・アトキンス美術館） |  | 月下渓流図（ネルソン・アトキンス美術館） |
| 月下渓流図（ネルソン・アトキンス美術館） |  |                                          |

## 海北友松を演じた人物
- 久米明 - NHK大河ドラマ・[[太閤記

(NHK大河ドラマ)|太閤記]]（1965年）
- 吉幾三 - NHK大河ドラマ・春日局（1989年）